# Jacques Martin (Eishockeytrainer)
Jacques Martin (* 1. Oktober 1952 in St. Pascal, Ontario) ist ein kanadischer Eishockeytrainer. In der National Hockey League (NHL) betreute er als Cheftrainer bereits die St. Louis Blues, zweimal die Ottawa Senators, die Florida Panthers und die Canadiens de Montréal. 1999 wurde er mit dem Jack Adams Award als bester Trainer der NHL ausgezeichnet.

## Karriere
Jacques Martin spielte auf der Position des Torhüters von 1972 bis 1974 für das Eishockeyteam der St. Lawrence University, ehe er sich für eine Laufbahn als Trainer entschied. Seine ersten Trainererfahrungen sammelte er am Algonquin College in Ottawa und in der Central Junior A Hockey League, ehe er 1983 Assistenztrainer der Peterborough Petes aus der Juniorenliga OHL wurde. Nach zwei Jahren übernahm er selbst das Amt als Cheftrainer beim Ligakonkurrent Guelph Platers, die er gleich in seiner Debütsaison zum Gewinn des Memorial Cup führte, wechselte aber bereits 1986 in die NHL, wo er die St. Louis Blues übernahm. Martin führte die Mannschaft zwei Mal in Folge in die Playoffs, scheiterte aber in der ersten und in der zweiten Runde und gab den Trainerposten wieder ab.
Nachdem er zwei Jahre als Assistenztrainer bei den Chicago Blackhawks gearbeitet hatte, ging 1990 zu den Québec Nordiques, wo er in der gleichen Rolle tätig war. Für die Saison 1993/94 verließ er die Nordiques um deren Farmteam, die Cornwall Aces aus der AHL zu trainieren, kehrte aber 1994 wieder zurück ins NHL-Team. 1995 siedelten die Nordiques nach Denver um und nannten sich fortan Colorado Avalanche. Martin blieb noch ein halbes Jahr bei der Mannschaft, ehe er zur Hälfte der Saison 1995/96 die Ottawa Senators als Cheftrainer übernahm.
In der darauffolgenden Spielzeit führte er das junge Franchise zur ersten Teilnahme an den Playoffs, die die Mannschaft unter der Führung von Martin nicht mehr verpassen sollte. 1998/99 feierten die Senators ihre bis dahin beste Saison und belegten nach dem Grunddurchgang den zweiten Platz in der Eastern Conference. Zwar scheiterten sie bereits in der ersten Runde an den Buffalo Sabres, trotzdem wurde Martin mit dem Jack Adams Award als bester Trainer der Saison ausgezeichnet. 2001 betreute er beim NHL All-Star Game die Mannschaft der World All-Stars und im Jahr darauf assistierte er der kanadischen Nationalmannschaft beim Goldmedaillengewinn bei den Olympischen Winterspielen.
Die Reguläre Saison 2002/03 schlossen die Senators erstmals auf dem ersten Platz der Liga ab und erhielten dafür die Presidents’ Trophy. In den Playoffs konnten sie ihre gute Leistung bestätigen und zogen bis ins Finale der Eastern Conference ein, wo sie nur knapp dem späteren Stanley-Cup-Sieger, den New Jersey Devils, unterlagen. In der Saison 2003/04 gehörten die Senators erneut zu den besten Teams im Osten der Liga, jedoch scheiterte die Mannschaft bereits in der ersten Playoffrunde und Jacques Martin wurde daraufhin entlassen.
Bereits im Mai 2004 erhielt Martin den Posten als Cheftrainer der Florida Panthers, wo er unter General Manager Mike Keenan arbeitete, mit dem er seit ihrer gemeinsamen Zeit am College befreundet war. In seiner ersten Saison mit den Panthers konnte er das Team im Vergleich zur Vorsaison zwar zu einem besseren Ergebnis führen, verpasste jedoch die Playoffs. Nachdem Keenan kurz vor Beginn der Saison 2006/07 seinen Posten als General Manager niederlegte, übernahm Martin neben seinem Traineramt auch das des Managers. In den folgenden zwei Jahren konnte Martin die Leistung der Mannschaft konstant halten, aber nicht verbessern, sodass er im April 2008 von seinem Traineramt entbunden wurde, aber weiterhin als General Manager tätig war.
Während der Saison 2007/08 erreichte er am 18. Januar 2008 als zehnter Trainer der NHL-Geschichte die Marke von 500 Siegen. Ab der Saison 2009/10 bis im Dezember 2011 war Martin als Cheftrainer der Montréal Canadiens tätig.
Nachdem er im August 2013 von den Pittsburgh Penguins als Assistenztrainer verpflichtet wurde, wechselte er im August 2014 vom Trainer- in den Management-Bereich und war fortan Senior Advisor der Penguins. Nach der Entlassung von Mike Johnston im Dezember 2015 kehrte Martin hinter die Bande zurück und ist seither als Assistent von Mike Sullivan tätig. Sein Vertrag dort wurde nach der Spielzeit 2019/20 nicht verlängert. In der Zwischenzeit hatte er mit dem Team in den Playoffs 2016 und 2017 den Stanley Cup gewonnen.
Im August 2020 wurde er als neuer Assistent von David Quinn bei den New York Rangers engagiert, jedoch nach einer Saison mit eben diesem im Mai 2021 wieder entlassen. Zwischenzeitlich war er als Berater für die Kingston Frontenacs in der OHL tätig, bevor ihn die Ottawa Senators Anfang Dezember 2023 in gleicher Funktion engagierten. Nur knapp zwei Wochen später entließen die Senators Cheftrainer D. J. Smith, während Martin ein zweites Mal, vorerst interimsweise, als Headcoach die Geschicke des Teams übernahm. Das Team betreute er bis zum Saisonende, ehe Travis Green als regulärer Nachfolger vorgestellt wurde.

## Erfolge und Auszeichnungen
- 1986 J.-Ross-Robertson-Cup-Sieger mit den Guelph Platers
- 1986 Memorial-Cup-Gewinn mit den Guelph Platers
- 1986 Matt Leyden Trophy
- 1999 Jack Adams Award
- 2001 Trainer der World All-Stars beim NHL All-Star Game
- 2002 Goldmedaille bei den Olympischen Winterspielen (als Assistenztrainer)
- 2003 Trainer der Eastern All-Stars beim NHL All-Star Game